# Мустафа III
Мустафа́ III (осман. مصطفى ثالث, трансліт. Mustafâ-i sâlis, тур. Üçüncü Mustafa; 28 січня 1717 — 21 січня 1774) — 26-й султан Османської імперії (1757–1774), син Ахмеда III.

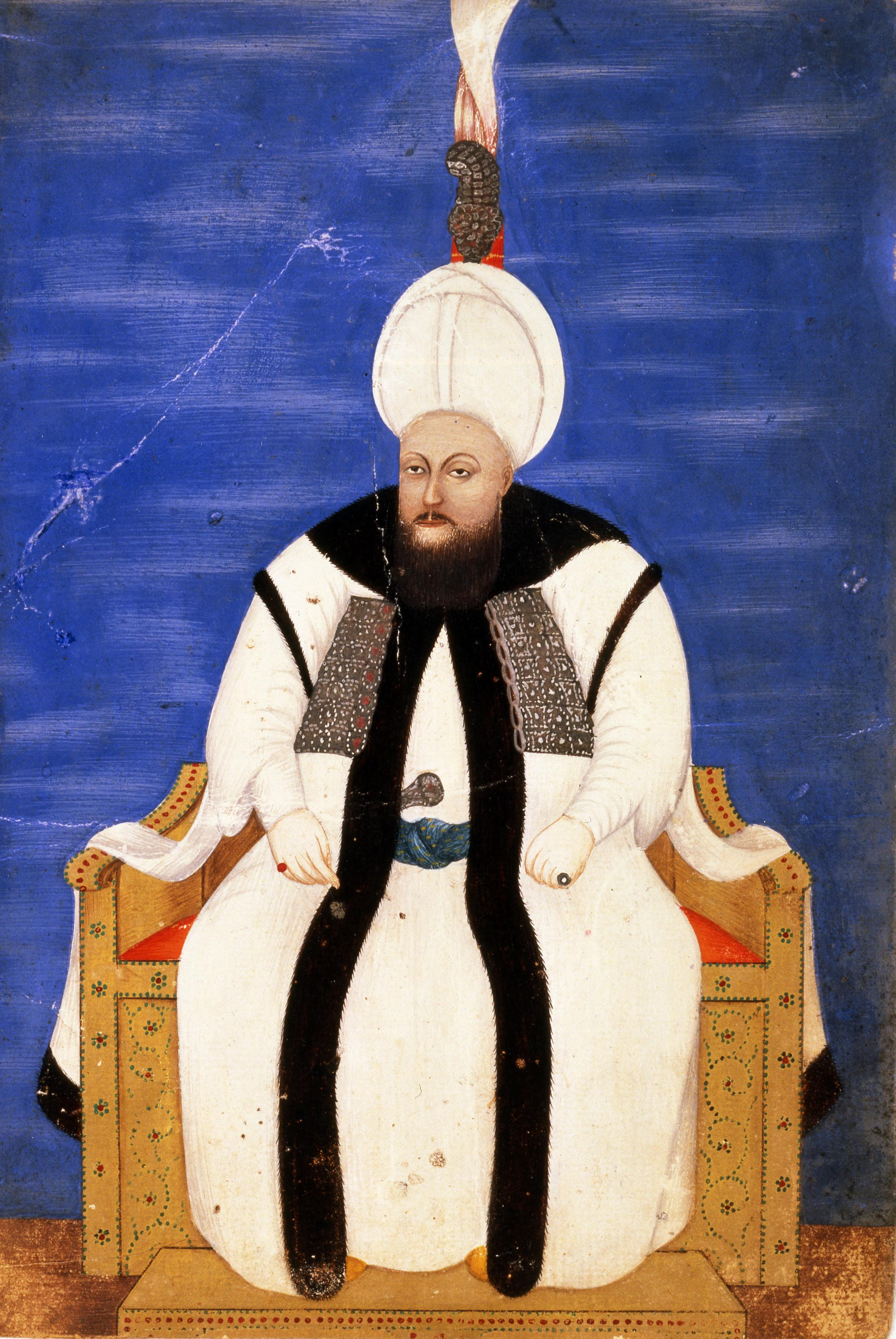
Мустафа III

## Життєпис
Перед тим як зійти на престол, Мустафа провів 30 років в ізоляції серед євнухів та жінок, що їх йому вибирали у дружини родичі. Після того, як його двоюрідний брат Осман III помер від інсульту, Мустафа став султаном. Сучасники відмічали нового правителя великої імперії як енергійну, розумну і працьовиту людину. Далекоглядний політик, Мустафа III намагався провести у країні реформи, найперше — воєнну, щоби скоротити відстань у розвитку між Портою та європейськими державами. Але оновити державу не вдавалося, оскільки спроби модернізації були недостатньо рішучими, а кожен крок люто критикували консервативно налаштовані яничари та імами. Мустафа був змушений заручитися підтримкою західних союзників, щоб провести реформу піхоти і кавалерії. Створений новий військовий статут. 
Найважливішою подією правління Мустафи III була війна з Росією, яка почалася у жовтні 1768 року. Султан уникав війни, знаючи свою безсилість, але конфлікт був неминучим. Приводом до війни стала незначна суперечка на кордоні з Кримським ханством. Спочатку Росія могла виставити незначні сили через конфлікт із Польщею, а Туреччина мала велику чисельну перевагу. Втім, війна почалася із розгромних поразок турків. Мустафа не дожив до завершення програшної війни. Помер він у Стамбулі, в палаці Топкапи.
Мустафа III мав дуже гарну освіту, був релігійною людиною. Сучасники свідчили, що султан мав милосердне серце (зокрема, допомагав власними грошима людям, які потерпіли під час землетрусу у Стамбулі). Також він був поетом — у вільний час писав вірші. Мустафа залишив за собою гарні спогади народу, проте мав він слабкості, наприклад, нестійкий характер і любов до астрології.